# Zandhaver
Zandhaver (Leymus arenarius synoniem: Hordeum arenarium) is een vaste plant die behoort tot de grassenfamilie. De plant heeft 2n = 56 chromosomen. Zandhaver wordt ook in de siertuin gebruikt.

## Kenmerken

### Plant
De plant wordt 60-150 cm hoog en vormt stevige, meterslange, witte wortelstokken. De dikke, blauwachtige, witachtige of grijsgroene stengel is kaal en staat rechtop.
Het blauwachtige of grijsgroene blad is 20-60 cm lang en 8-12 mm breed en aan de top stekelpuntig. Op de overgang naar de bladschede zit een 1,5 mm lang tongetje en 3 mm lange, naar buiten staande oortjes. Op de bovenzijde van het blad zitten op de nerven stekelige haren, waardoor het blad ruw aanvoelt. De bladeren rollen bij droogte ineen. Het jonge blad komt gerold uit de bladschede tevoorschijn.

### Vrucht en bloei
Zandhaver bloeit van mei tot in juli. De bloeiwijze is een 15-30 cm lange, rechtopstaande aar met een topaartje.
De aartjes zijn ongesteeld en zitten meestal twee aan twee op de aarspil, maar in het midden van de aar met zijn drieën. Een aartje bestaat meestal uit 3-4 bloempjes. De lancetvormige, toegespitste kelkkafjes zijn 20-30 mm lang en hebben drie nerven. De 15-25 mm lange, breedlancetvormige, dichtbehaarde, onderste kroonkafjes hebben 7 nerven. De bovenste, tweenervige kroonkafjes zijn evenlang als de onderste en aan de voet behaard. De groengele helmknoppen zijn 7-8 mm lang.
De 6-8 mm lange vrucht, zaad genoemd, is een graanvrucht, waarbij de omhullende kafjes vergroeid zijn met de vrucht.

## Voorkomen
De soort komt van nature voor in Noord-Europa en aan de West-Europese kusten. Zandhaver komt voor op stuifduinen, zandheuvels, langs het IJsselmeer en langs spoorwegen in het binnenland.
In IJsland wordt het nog steeds veel gegeten.

## Namen in andere talen
- Duits: Strandroggen
- Engels: Lyme-grass, Sand ryegrass
- Frans: Seigle de mer, Elyme des sables

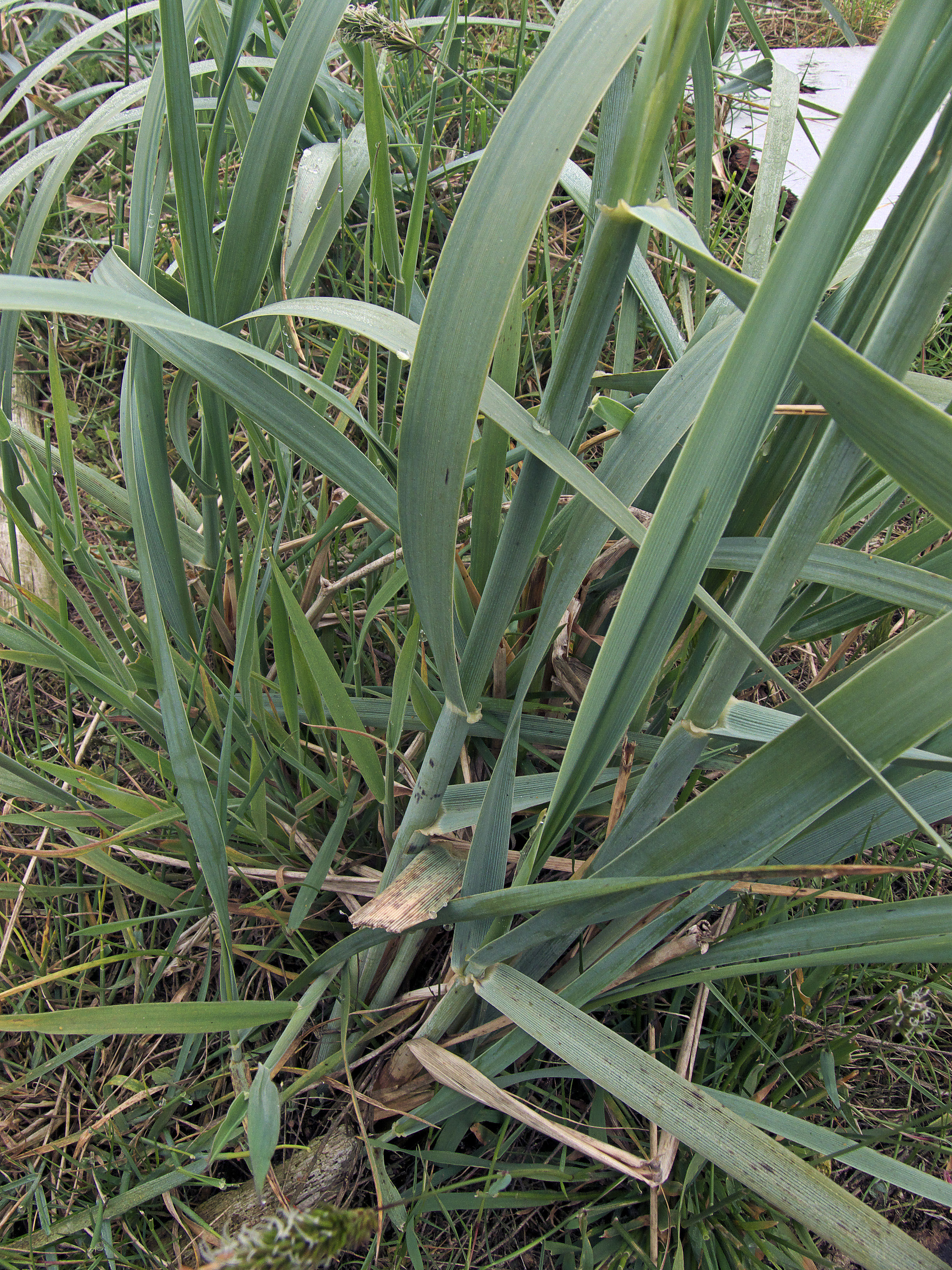
Uitstoelende plant
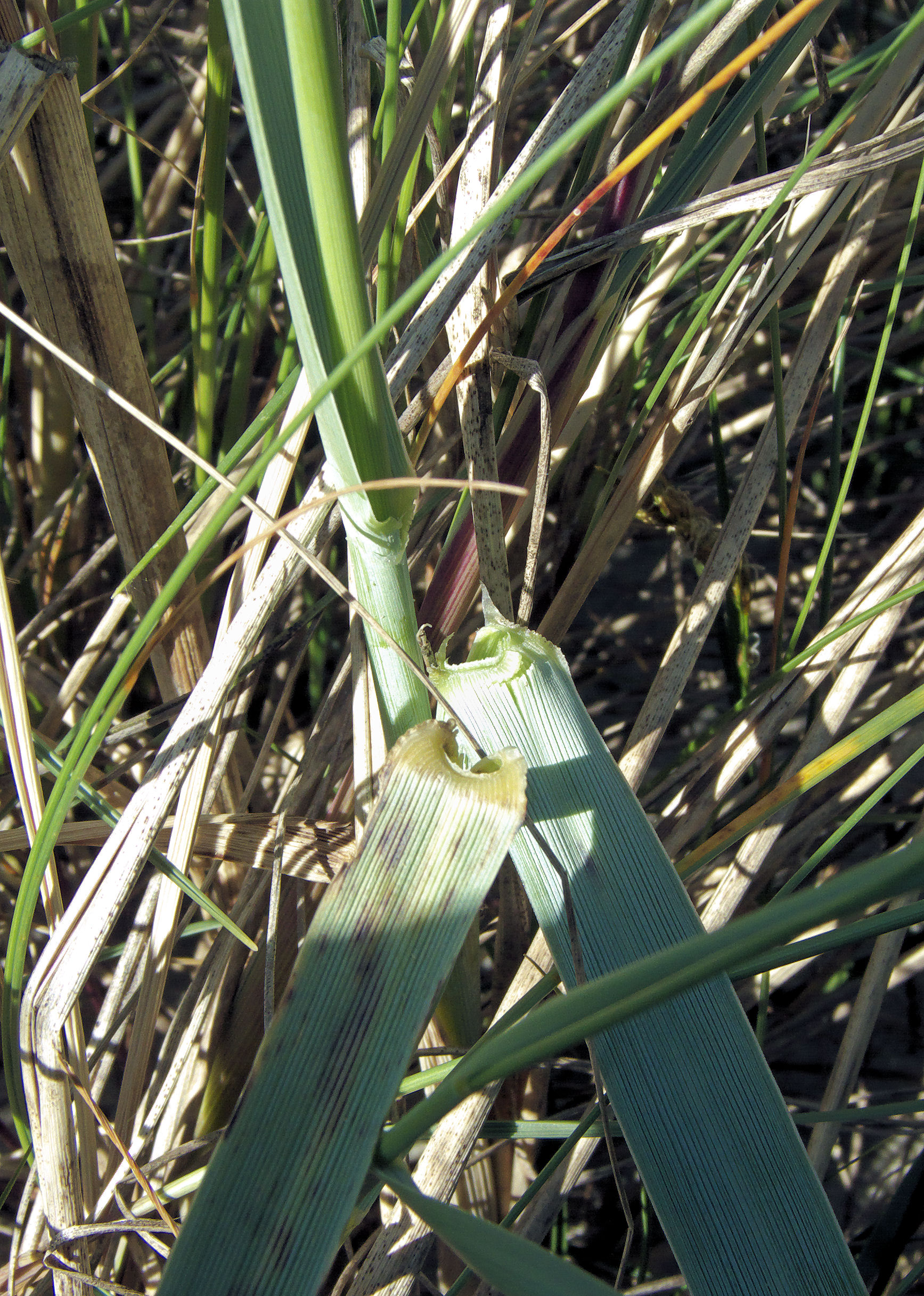
Tongetje met oortjes
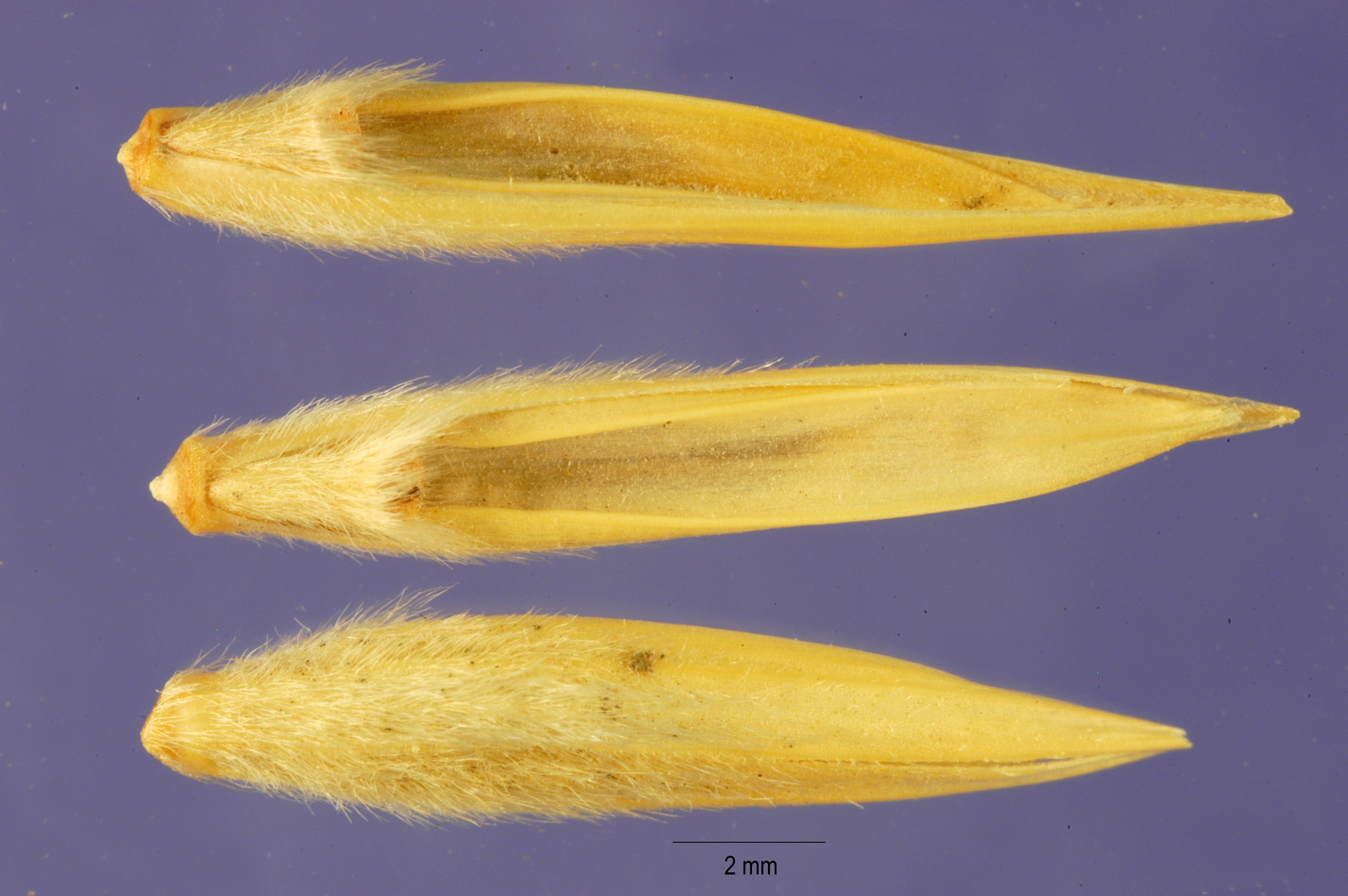
Vrucht